# Villovieco
Villovieco és un municipi espanyol de la província de Palència, a la comunitat autònoma de Castella i Lleó. El 2023 tenia 66 habitants.